# Backgammon
Backgammon  (tavla) je jedna od najstarijih igara na ploči i igrala se još u Perzijskom Carstvu, drevnom Egiptu i Rimskom Carstvu. 

Za igru se koristi ploča s 24 polja na kojoj svaki igrač ima po 15 svojih figura. Figure se pomiču ovisno o brojevima na kockicama. 

Za pobjedu nije važna sreća, nego je potrebno poznavati strateške i taktičke elemente igre jer nakon svakog bacanja kockica igrač mora odlučiti koje će figure kako odigrati i pritom paziti na protivnikove kontranapade. Pobjednik je onaj igrač koji prije uspije izvaditi svih 15 figura s ploče. 

Kao i šah, i backgammon je predmet proučavanja pomoću kompjutorskih programa. Današnji programi mogu igrati backgammon jednako uspješno kao i najbolji ljudski igrači.

## Backgammon u Hrvatskoj
Iako je backgammon zabavna i dinamična igra s vrlo jednostavnim pravilima, u Hrvatskoj je relativno nepoznat. Nije toliko popularan kao šah ili, u novije vrijeme, poker.
U 2009. godini su se konačno počeli događati prvi pomaci k popularizaciji backgammona kod nas. U lipnju je u Zagrebu osnovan prvi hrvatski backgammon i tavla klub (BTK Zagreb) te je tim povodom organiziran i turnir u tradicionalnoj tavli. Hrvatskih igrača je bilo vrlo malo, ali jedan od domaćih igrača je osvojio drugo mjesto.
U listopadu 2009. u Rijeci se održao backgammon turnir.  Na njemu je, osim internacionalnih igrača, nastupilo čak 20 igrača iz Hrvatske. Najbolje plasirani domaći igrač osvojio je treće mjesto.
Krajem 2009. i početkom 2010. godine osnivaju se novi klubovi u Splitu  Arhivirana inačica izvorne stranice od 28. travnja 2012. (Wayback Machine), Bolu na Braču  Arhivirana inačica izvorne stranice od 11. veljače 2011. (Wayback Machine), Rijeci i Dubrovniku.
U ožujku 2010. osnovan je i Hrvatski backgammon-tavla savez  Arhivirana inačica izvorne stranice od 27. travnja 2010. (Wayback Machine). 

Svakog mjeseca drugi backgammon klub domaćin je backgammon turnira koji se boduju za Masters koji se održava krajem godine u Zagrebu.

## Pravila
Sama pravila igre se mogu vrlo brzo naučiti, ali za postati dobar igrač backgammona potrebno je mnogo iskustva u igranju, kao i čitanja knjiga te analiziranja poteza.
Osnovni cilj igre je izaći s ploče sa svih 15 figura, prije nego što to učini protivnik.

### Početne pozicije i osnovni pojmovi
Svaka strane ploče ima po 12 šiljastih trokuta. Trokuti se numeriraju od 1 do 24 u smjeru potkove. (pogledati sliku desno) 

Polja od 1 do 6 nazivaju se home board ili inner board, a od 7. do 12. polja outer board. Polje broj 7 zove se bar point, polje 13 mid point, a polje 24 ace point.
Svaki od igrača počinje s dvjema figurama na svom 24. polju (ace point), pet figura na 13. polju (mid point), trima figurama na 8. polju i po pet figura na 6. polju. Kretanje se vrši od većih brojeva prema manjima i cilj je sa svih 15 figura doći u svoj home board.

### Kretanje i napadanje protivničkih figura
Na početku igre, svatko od igrača baca po jednu kockicu i onaj igrač koji je dobio veći broj odigrava dva dobivena broja. Nakon toga, svako sljedeće bacanje, igrači naizmjence bacaju po dvije kockice i odigravaju dobivene brojeve. 

Primjerice, ako igrač na kockicama dobije 5 i 2 (što se zapisuje kao 52 ili 5-2), mora ili odigrati s jednom figurom 5 pa s drugom 2, ili oba broja s istom figurom.

U slučaju dobivenih istih brojeva na kockicama, primjerice 3 i 3, figure se miču za dobiveni broj četiri puta. (U ovom primjeru, igrač četiri puta pomiče figure za 3 polja)
Ako se na određenom polju nalaze dvije ili više protivničkih figura, to polje je zauzeto (odnosno, protivničke figure na tom polju su nejestive) i igrač ne može na njega staviti svoju figuru. 

Ako se na polju nalazi samo jedna protivnička figura (tzv. blot), igrač može pojesti protivničku figuru koja tada privremeno ide izvan igre, u bar (sredina ploče, između polja 6 i 7, te 18 i 19). Time je igrač protivnika usporio i vratio mu jednu figuru skroz na početak jer prije daljnjeg pomicanja svojih figura, on mora prvo izvaditi svoju figuru iz bar-a u suprotni home board, na način da broj 1 na kockici odgovara polju 24 (najudaljenijem od svog home boarda; ace point), broj 2 odgovara polju 23, itd. Ako je polje zauzeto dvjema ili većim brojem protivničkih figura, na to mjesto nije moguće izaći iz bara - primjerice, to je polje 19 na slici desno i igrač ne može tamo izaći iz bara ako dobije 6 na jednoj od kockica.
Igrač mora koristiti oba dobivena broja ako je to legalno moguće (ili sva četiri broja dvostrukog bacanja). Ako je moguće odigrati samo jedan broj, igrač ga mora odigrati. Ako je moguće odigrati samo jedan ali ne i oba broja, igrač mora odigrati veći. Kada se ne može odigrati niti jedan broj, igrač propušta svoj krug. U slučaju dvostrukog bacanja, ako nije moguće odigrati sva četiri broja, igrač mora odigrati koliko god je moguće brojeva.

### Kraj igre
Prije nego što počne izbacivati figure s ploče, igrač je dužan svih svojih 15 figura dovesti u home board. Tek tada može početi izbacivati figure na način da sa svakim brojem kockice izbacuje figure koje su na polju tog broja. Primjerice, ako igrač na kockicama dobije 3-2, tada može izbaciti po jednu figuru s drugog i trećeg polja, ili samo jednu figuru s petog polja. 

Ako igrač izbaci sve figure prije nego što je protivnik izbacio ijednu (na ploči mu je ostalo svih 15 figura), osvaja gammon i dvostruki broj bodova. Ako nakon svih izbačenih figura, protivnik se još nalazi u suprotnom home boardu, igrač osvaja backgammon i trostruki broj bodova.
U slučaju da igrač na kockicama dobije broj za kojeg ne može direktno izbaciti niti jednu figuru s ploče, dužan je odigrati figure s pozcije na većem broju. Ako su veće pozicije prazne, onda s ploče vadi figuru s prvog manjeg broja. (Ako je pozicija 4 prazna, a igrač dobije broj 4, mora odigrati figuru koja se nalazi ili na poziciji 6 ili na 5. Ako su i te dvije pozicije prazne, tada vadi s ploče figuru koja se nalazi na broju 3)
Kako je vrijeme potrebno za odigravanje jedne partije relativno kratko, obično se igra na više dobivenih partija. Tradicionalno, radi se o neparnom broju partija.

### Standardni zapis
U backgammonu postoji standardizirani zapis odigranih poteza. 

64: bar/21, 13/7* se čita kao: igrač je na kockicama dobio brojeve 6 i 4, prvo je izašao iz bara na poziciju 21 (odigravši broj 4), a zatim je s 13. polja odigrao na 7. polje (odigravši broj 6), gdje je pritom pojeo protivničku figuru. 

55: 21/11, 10/5 (2) znači da je igrač dobio dvije petice koje odigrava na način da je pomaknuo jednu figuru s 21. na 11. poziciju (prvo na poziciju 16 pa na 11), te dvije figure pomiče s 10. pozicije na petu.

42: 6/4*/off sa 6. pozicije je igrač s jednom figurom prvo pojeo protivničku figuru na četvrtoj poziciji, a zatim je tu istu figuru izvadio s ploče.

### Kocka za duplanje
Standardna kocka za duplanje sastoji se od prvih 6 potencija broja 2 - 2, 4, 8, 16, 32, 64. Na početku svake igre, kocka se nalazi na sredini ploče na broju 64 i kaže se da je kocka centrirana na 1.

Svaki od igrača može u toku igre, prije svog bacanja kockica, okrenuti kocku na broj 2 i pitati protivnika želi li igrati za dvostruko. U slučaju da protivnik to prihvati, on postaje vlasnik kocke (i samo on može sljedeći put duplati na 4). Ako ne prihvati, automatski gubi partiju.

Kocka je uvedena 20-ih godina 20. stoljeća i donijela je novu zanimljivost u igru, te dodatno stavila naglasak na taktiziranje i strategiju.
Postoje i pravila vezana isključivo za kocku za duplanje. 

Neki od igrača koriste Murphyjevo pravilo koje kaže ako na otvaranju igre igrači dobiju jednake brojeve na kockicama, igra automatski vrijedi dvostruko. To pravilo nije službeno i vrlo rijetko se koristi na turnirima. 

Kod igranja za novac, često se primjenjuje Jacobyjevo pravilo koje priznaje gammone i backgammone samo ako se tijekom igre koristila kocka za duplanje. U suprotnom, i gammon i backgammon vrijede kao obična pobjeda. 

Kod igranja mečeva, odnosno susreta na više dobivenih partija, vrlo često se primjenjuje Crawfordovo pravilo. Kada jedan od igrača prvi puta dođe na bod do pobjede, u sljedećoj partiji se ne smije koristiti kocka za duplanje. Nakon Crawfordove partije, kocka se može koristiti kao i ranije. Primjerice, ako se igra do pet pobjeda i jedan od igrača povede 4-1, sljedeća partija se igra bez kocke za duplanje. Ako protivnik dobije tu partiju i igra se nastavlja, kocka se može koristiti - to je tzv. post-Crawford game.

## Taktika i strategija
U backgammonu postoje definirane teorije o potezima na otvaranju igre. S obzirom na to da broj mogućih pozicija svakim potezom strahovito raste, teorije nisu toliko razvijene kao kod šaha. Igrači najčešće prvi potez igraju po tim teorijama, dok se za svaki sljedeći potez oslanjaju na svoje vlastito iskustvo.
Potezi na otvaranju igre:
| Kockice | Preporučeni potez | Najčešće alternative | Najčešće alternative | Najčešće alternative |
| ------- | ----------------- | -------------------- | -------------------- | -------------------- |
| 2-1     | —                 | 13/11, 6/5           | 13/11, 24/23         | —                    |
| 3-1     | 8/5, 6/5          | —                    | —                    | —                    |
| 4-1     | 13/9, 24/23       | 24/20, 6/5           | 13/9, 6/5            | —                    |
| 5-1     | 13/8, 24/23       | 13/8, 6/5            | —                    | —                    |
| 6-1     | 13/7, 8/7         | —                    | —                    | —                    |
| 3-2     | 13/11, 24/21      | 13/10, 13/11         | —                    | —                    |
| 4-2     | 8/4, 6/4          | —                    | —                    | —                    |
| 5-2     | 13/8, 24/22       | 13/8, 13/11          | —                    | —                    |
| 6-2     | 13/11, 24/18      | —                    | —                    | —                    |
| 4-3     | —                 | 13/10, 13/9          | 13/9, 24/21          | 13/10, 24/20         |
| 5-3     | 8/3, 6/3          | —                    | —                    | —                    |
| 6-3     | 24/18, 13/10      | 24/15                | —                    | —                    |
| 5-4     | 13/8, 24/20       | 13/8, 13/9           | —                    | —                    |
| 6-4     | —                 | 8/2, 6/2             | 24/14                | 24/18, 13/9          |
| 6-5     | 24/13             | —                    | —                    | —                    |

Preporučenih poteza za jednake brojeve na kockicama nema, jer se u tom slučaju kockice ponovno bacaju sve dok jedan od igrača ne dobije veći broj i igra prvi. 

Najboljim brojevima na otvaranju smatraju se 3-1, 4-2, 5-3 i 6-1.
Najjednostavnija strategija u toku igre bila bi paziti da protvnik nema šansu pojesti ili "zarobiti" igračeve figure i pokušaj što bržeg približavanja svom home boardu - running game. Preporuča se kada je igrač u vodstvu.
 

U slučaju da ta taktika ne uspije i igračeva figura (ili više njih) bude pojedena, igrač može probati holding game strategiju - napraviti sidro (anchor) na protivničkoj strani ploče i čekati da protivnik ostavi neki blot (samo jedna figura na polju) kojega će napasti. 

Figure se mogu zarobiti ako se napravi prime (zid od 6 uzastopnih polja koje protivnik ne može preskočiti). To je priming game strategija i ona može voditi do blitz game strategije - pokušaja zazimanja svih 6 pozicija u home boardu, tako da se protivniku onemogući izlazak iz bara. 

Backgame je strategija u kojoj igrač pušta dva sidra u protivničkog home boardu i istovremeno pokušava napraviti prime u vlastitom. Najčešće se koristi kada je igrač u očiglednom zaostatku i to mu je jedina šansa za eventualnu pobjedu.

Kada je igrač primoran izložiti neku figuru protivničkim napadima, preporuča se smještanje figure tako da protivniku treba isti broj na kockici za postizanje dva različita cilja, primjerice pojesti igračevu figuru i napraviti zid na nekom drugom mjestu. Takva taktika naziva se dupliciranje. 

Diverzifikacija (raznolikost) je taktika kod koje igrač tako smješta svoje figure da mu prilikom sljedećih bacanja više različitih brojeva može donijeti pomak na neku od željenenih pozicija.
Mnoge pozicije zahtijevaju izračun kako igrači stoje u igri. Za to se najčešće koristi pip count što je najmanji ukupni broj pomaka svih figura kako bi se igra završila. Na početku igre, svaki od igrača ima pip count koji iznosi 167 (2x24 + 5x13 + 3x8 + 5x6). Kod softverskoj igranja, taj je broj najčešće prikazan, dok kod igre uživo igrači ga moraju sami izračunavati.

## Varijante igre
Postoji mnogo verzija backgammona koje su se razvile kroz povijest. Neke se igraju ovisno o geografskom području, a neke dodaju nove taktičke elemente u igru. Uglavnom imaju nešto drukčije startne pozicije ili onemogućavaju određene poteze. 

Neke od verzija:
- Tavla - najpoznatija varijanta igre na našim prostorima; iako ljudi često poistovjećuju backgammon i tavlu, postoji nekoliko bitnih razlika: u tavli nema kocke za duplanje, igrač ne može izgubiti backgammon (tri boda) ako ostane u protivničkom homeboardu, te se igra s taknuto-maknuto pravilom (igrač mora pomaknuti onu figuru koju je dotaknuo; dok kod backgammona može mijenjati svoj potez sve dok ne podigne kockice s ploče)
- Acey-deucey - figure su na početku izvan ploče i igrač prvo mora sve figure ubaciti u protivnički home board. Najbolji brojevi na kockicama su 2-1 jer se tada igraču pruža mogućnost da odigra bilo koji par jednakih brojeva i nakon toga je ponovno on na redu za igranje.[7]
- HyperGammon - svaki igrač ima samo tri figure koje se na početku igre nalaze na 24., 23. i 22. polju.[8]
- LongGamon - svih 15 figura počinje na 24. polju, a sva ostala pravila su ista kao i kod standardnog backgammona.[9]
- Misere - položaj figura i pravila su isti kao i kod backgammona, samo što je cilj igre završiti nakon protivnika. Ne postoje gammoni i backgammoni.[10]
- NackGammon - za razliku od backgammona, na početku igre dvije figure se nalaze na 23. polju, a na 6. i 13. polju je po jedna figura manje.[11]

## Igrači
U svijetu postoji vrlo mnogo profesionalnih backgammon igrača. Svjetsko prvenstvo u backgammonu se održava svake godine u Monte Carlu gdje sudjeluje od 200 do 250 najboljih svjetskih igrača. Prvo svjetsko prvenstvo na toj je lokaciji održano 1979. godine, a prije te godine nije bilo službenog svjetskog prvenstva nego su se igrali turniri u Las Vegasu i na Bahamima. Aktualni svjetski prvak iz 2009. godine je Masayuki Mochy Mochizuki iz Japana. 

Igrači su 1990. po prvi put mogli sudjelovati na Europskom prvenstvu i od tada se organizira svake godine.
Osim svjetskog i europskog prvenstva, turniri u backgammonu se u Europi i SAD-u igraju gotovo svakodnevno te svaki igrač može pronaći nešto za sebe. Nagradni fondovi variraju od 100-tinjak eura za neke lokalne turnire pa do čak 200.000 eura za turnire iz WSOB serije.
Trenutno najboljim igračima se smatraju Falafel Natanzon (ISR), Nack Ballard (SAD), François Tardieu (FRA), Sander Lylloff (DK), Neil Kazaross (SAD), Masayuki Mochizuki (JPN), Steve Sax (SAD), Kit Woolsey (SAD), itd. 

Neki od najznačajnijih igrača kroz povijest: Paul Magriel, Tim Holland, Oswald Jacoby, Carol Crawford, Bill Robertie.

### FIBS bodovi
Igrači se obično rangiraju po FIBS (First Internet Backgammon Server) bodovima. Postoje posebne matematičke formule po kojima se računa rank, kao i koliko će igrač napredovati ako pobijedi - ovisno o jačini protivnika, duljini meča i vlastitom iskustvu. 

Bodovi su otprilike raspoređeni po Gaussovoj krivulji, najbolji svjetski igrači imaju rejting od otprilike 2000-2100 bodova, dok prosječni igrači, kojih ima najviše, imaju između 1400 i 1600 bodova.

## Softver

### Igranje i analiza
Backgammon je predmet proučavanja kompjuterskih stručnjaka. Prvi jaki kompjuterski sofver za backgammon napisao je Hans Berliner u 70-ima i zvao se BKG 9.8, no program je igrao slabo čak i protiv nešto slabijih igrača. Kasnije je program unaprijeđen, i 1978. je uspio pobijediti tadašnjeg svjetskog prvaka, talijana Luigija Villu, postavši tako prvi kompjuterski program koji je pobijedio svjetskog prvaka u ijednoj igri na ploči. 

U kasnim 80-ima, razvijen je TD-Gammon, za kojeg su poznati igrači Bill Robertie i Kit Woolsey tvrdili da igra bolje od bilo kojeg ljudskog igrača.
Najpoznatiji današnji komercijalni programi su Snowie i Jellyfish, a predstavnik besplatnog sofvera je GNU Backgammon.

Svi oni ne samo da su odličan protivnik, nego su i snažan alat za analizu poteza i cjelokupnih mečeva.

### Internet igranje
Početak online igranja u realnom vremenu dogodio se 1992. s First Internet Backgammon Serverom (FIBS). Održao se do danas i ostao je jedan od rijetkih nekomercijalnih sajtova. 

Danas se je većina sajtova okrenula igranju backgammona za novac, ali neki su uz to zadržali i mogućnost besplatnog igranja.

## Povijest
Najstarija ploča za Backgammon pronađena je u „spaljenom gradu“, arheološkom lokalitetu u istočnoj iranskoj pokrajini Sistan-Baluhestan. Ta je ploča stara preko 5.000 godina pa je starija od ploče koju je sredinom 1920-ih godina u Uru pronašao engleski arheolog Sir Leonard Woolley.
Nešto novije ploče, nastale oko 1.500 godina pr. Kr., pronađene su u Tutankhamonovom grobu u delti Nila. Mnogo crteža u grobnici dokazuje da je ta igra bila omiljena kod vođa kao i kod naroda.
Iz egipatske igre Senet kasnije je nastala rimska igra Duodecim Scripta, jako slična današnjem Backgammonu. Igralo se s tri kocke, a za igru su postojala tri naziva: Alea (kocka), Tabulae (ploča, stol) i Ludus duodecim scriptorum (igra od 12 linija). Kod Pompeja je pronađena velika dvodjelna zidna slika: na prvoj slici su prikazana dva Rimljana koja razgovaraju uz igru, a na drugoj je slici prikazan vlasnik prenoćišta koji tu dvojicu igrača izbacuje iz svoje kuće.
Rimska verzija te igre, nazvana Tabula, krenula je putem Europe. Igru su prvo igrali samo pripadnici visokog društva, ali se nakon nekog vremena probila i do naroda. Crkva je desetljećima pokušavala zabraniti igranje na sreću, ali su svi pokušaji bili neuspješni.
U srednjem vijeku igra se igrala koristeći dvije kocke i bila je poznata pod raznim imenima:  „Nard“ (iz perzijskog), „Plakoto“, „Tric Trac“, „Puff“, „Tables“ itd. Također se igrala jedna verzija igre imenom Wurfzabel, koja je izravni prethodnik današnjeg Backgammona.
Nigdje se u zapadnom svijetu ta igra nije igrala kao u Engleskoj. Engleze je zarazila u tolikoj mjeri da je tadašnji kralj izdao zakon da nitko tko nije barem vitez ne smije igrati za novac. Ime Backgammon je prvi put zapisano 1645. godine, a značenje mu opisuje pravilo da se kamen koji je izbačen iz igre može vratiti na ploču. Engleski pisac igara Edmond Hoyle zapisao je pravila igre 1743. godine.
Zadnja promjena u pravilima bilo je uvođenje kocke za dupliranje. Dupliranje je izmišljeno 20-ih godina 20. stoljeća u jednom klubu u New Yorku, čime je s jedne strane povećana napetost u igri, a s druge strane smanjen utjecaj sreće.
Pravila modernog Backgammona definirao je Card and Backgammon Committee njujorškog Racquet and Tennis Cluba 1931. godine.
Prvi veliki val u modernom Backgammonu je nastao kad je Princ Alexis Obolensky organizirao prvi međunarodni turnir Backgammona 1964. godine na Bahamima. Taj se turnir od onda igrao svake godine. Svi tadašnji velikani Backgammona - John Crawford, Oswald Jacoby, Walter Cooke i drugi - zapisali su svoja imena u listu pobjednika. Iako je Backgammon u prošlim vremenima bio igra samo bogatih i slavnih, doprinosom poznatih osoba kao što su Christina Onassis, Hugh Hefner, Jimmy Connors, Gunther Sachs i medijskim napisima postao je popularan i dostupan svakome, a nastaju i prve teorije te analitičke knjige o njemu.

## Vanjske poveznice
- Backgammon klub Dubrovnik  Arhivirana inačica izvorne stranice od 5. travnja 2016. (Wayback Machine) (web stranica backgammon kluba u Dubrovniku)
- Backgammon klub Rijeka  Arhivirana inačica izvorne stranice od 20. rujna 2017. (Wayback Machine) (web stranica backgammon kluba u Rijeci)
- Hrvatski Backgammon - Tavla Savez  Arhivirana inačica izvorne stranice od 27. travnja 2010. (Wayback Machine) (web stranica Hrvatskog Backgammon Tavla Saveza - Croatian Backgammon Federation)
- Backgammon galore (upute, savjeti, članci)
- Gammon Links (linkovi na razne backgammon stranice)
- Daily Gammon (online dopisno igranje)
- FIBS (besplatan Backgammon server bez reklama)
- GNU Backgammon (besplatan program za učenje, igranje i analiziranje)
- Play 65  Arhivirana inačica izvorne stranice od 27. prosinca 2010. (Wayback Machine) (online igranje)